# 圣但尼代米尔
圣但尼德米尔（法語：Saint-Denis-des-Murs，法語發音：[sɛ̃ dəni de myʁ]）是法国新阿基坦大区上维埃纳省的一个市镇，位于该省东南部，属于利摩日区。

## 地理
圣但尼德米尔（45°47'7"N, 1°32'40"E）面积23.81 平方千米，位于法国新阿基坦大区上维埃纳省，该省份为法国中西部省份，北起顺时针与安德尔省、克勒兹省、科雷兹省、多爾多涅省、夏朗德省和维埃纳省接壤。
与圣但尼德米尔接壤的市镇（或旧市镇、城区）包括：圣莱奥纳尔德诺布拉、比雅勒夫、尚内特里、埃布勒、拉热内图斯、马斯莱翁、罗济耶圣乔治、圣博内布里扬斯、圣保罗。
圣但尼德米尔的时区为UTC+01:00、UTC+02:00（夏令时）。

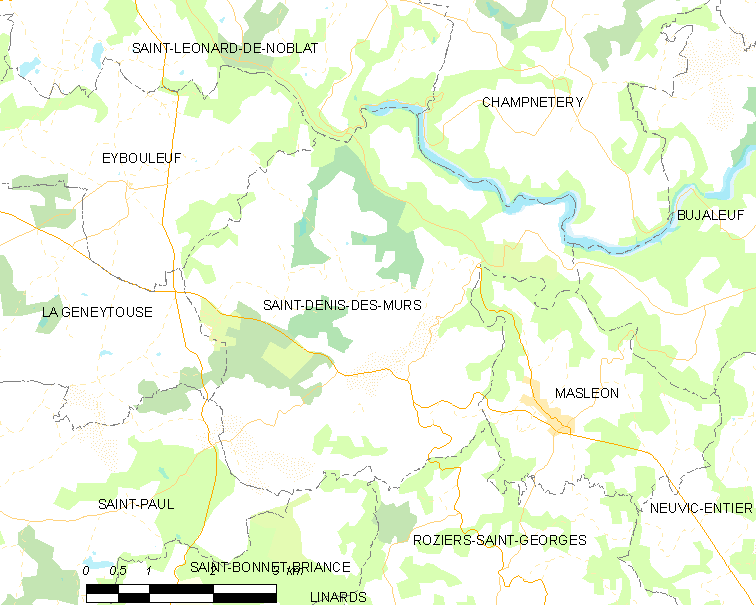
圣但尼德米尔的OSM定位图

## 行政
圣但尼德米尔的邮政编码为87400，INSEE市镇编码为87142。

## 政治
圣但尼德米尔所属的省级选区为圣莱奥纳尔-德诺布拉县。

## 人口

1962-2008年间圣但尼德米尔人口变化图示

圣但尼德米尔于2022年1月1日时的人口数量为549人。